# Dziewiętnie
Dziewiętnie (biał. Дзевятні, Dziewiatni; ros. Девятни, Diewiatni, hist. również Dziewiętnia) – wieś na Białorusi, w rejonie smorgońskim obwodu grodzieńskiego, około 13 km na północ od Smorgoni nad Wilią.

## Historia
Niegdyś Dziewiętnia należała do dóbr Daniszew.
W wyniku reformy administracyjnej w latach 1565–1566 dobra te weszły w skład województwa wileńskiego Rzeczypospolitej. Po III rozbiorze Polski w 1795 roku miejscowość znalazła się na terenie powiatu święciańskiego (ujezdu) guberni wileńskiej. Po I wojnie światowej Dziewiętnie wróciły do Polski, po ustabilizowaniu się granicy polsko-radzieckiej w 1921 roku i ustabilizowaniu się podziałów administracyjnych na tych terenach znalazły się w gminie Żodziszki w powiecie święciańskim województwa wileńskiego, 1 stycznia 1926 roku gminę wyłączono z powiatu święciańskiego i przyłączono do powiatu wilejskiego w tymże województwie; od 1945 roku – w ZSRR, od 1991 roku – na terenie Republiki Białorusi.
Na zachód od wsi rozciąga się rezerwat krajobrazowo-botaniczny „Błękitne Jeziora” (ros. Голубые озёра).
W 1900 roku Dziewiętnia liczyła 52 dusz rewiz., w 1999 roku we wsi mieszkało 820 osób, w 2009 roku – 222 osoby.
Wsi Dziewiętnie/Dziewiętni nie należy mylić z majątkiem Dziewiętnia Chodźków, niegdyś istniejącym koło wsi Nowosady, 17 km na wschód od wsi Diewiętnie. Źródłem pomyłek jest Słownik geograficzny Królestwa Polskiego, w którym autorzy napisali, że majątek Chodźków był w Dziewiętni nad Wilią, błąd ten powtórzył Roman Aftanazy.